# NXT TakeOver: In Your House (2020)
L'édition In Your House de NXT TakeOver est une manifestation de catch (lutte professionnelle) produite par la World Wrestling Entertainment (WWE), une fédération de catch (lutte professionnelle) américaine, qui est diffusée sur le WWE Network. Cet événement met en avant les membres de l’émission NXT et WWE NXT, le club-école de la WWE. L'événement s'est déroulé le 7 juin 2020 au Winter Park dans la Comté d'Orange dans l'état de Floride aux États-Unis. Il s'agit du trentième événement de NXT TakeOver.

## Contexte
Les spectacles de la World Wrestling Entertainment (WWE) sont constitués de matchs aux résultats prédéterminés par les scénaristes de la WWE. Ces rencontres sont justifiées par des storylines – une rivalité avec un catcheur, la plupart du temps – ou par des qualifications survenues dans les shows de la WWE telles que Raw, SmackDown et NXT. Tous les catcheurs possèdent une gimmick, c'est-à-dire qu'ils incarnent un personnage gentil (Face) ou méchant (Heel), qui évolue au fil des rencontres. Un événement comme In Your House est donc un événement tournant pour les différentes storylines en cours,.

## Tableau des matchs
| Ordre par numéros                                                                         | Résultat                                                                                     | Stipulation(s)                                       | Temps |
| ----------------------------------------------------------------------------------------- | -------------------------------------------------------------------------------------------- | ---------------------------------------------------- | ----- |
| 1                                                                                         | Mia Yim, Tegan Nox et Shotzi Blackheart battent Candice LeRae, Dakota Kai et Raquel González | 6-Women Tag Team match                               | 9:50  |
| 2                                                                                         | Finn Bálor bat Damian Priest                                                                 | Match simple                                         | 13:05 |
| 3                                                                                         | Keith Lee (c) bat Johnny Gargano                                                             | Match simple pour le NXT North American Championship | 20:35 |
| 4                                                                                         | Adam Cole (c) bat The Velveteen Dream                                                        | Parking Brawl match pour le NXT Championship         | 14:55 |
| 5                                                                                         | Karrion Kross (avec Scarlett) bat Tommaso Ciampa par soumission                              | Match simple                                         | 6:10  |
| 6                                                                                         | Io Shirai bat Charlotte Flair (c) et Rhea Ripley                                             | Triple Threat match pour le NXT Women's Championship | 17:35 |
| La lettre C placée entre parenthèses désigne la personne ou l’équipe championne en titre. |                                                                                              |                                                      |       |